# Acultzingo
Acultzingo là một đô thị thuộc bang Veracruz, México. Năm 2005, dân số của đô thị này là 18689 người.